# St John Brodrick
Pour les articles homonymes, voir Brodrick.
Cet article possède un paronyme, voir John Brodrick.
William St John Fremantle Brodrick ou plus simplement St John Brodrick (14 décembre 1856-13 février 1942) est un homme politique conservateur britannique et unioniste irlandais.

## Jeunesse et éducation
Il est issu d'une famille principalement du Sud-Ouest de Surrey qui, au début du XVIIe siècle, avec Sirs St John et Thomas Brodrick, a obtenu des terres dans le Sud de l'Irlande, principalement dans le comté de Cork. Le premier s'installe à Midleton, entre Cork et Youghal en 1641; et son fils Alan Brodrick (1660-1728), président de la Chambre des communes irlandaise et lord chancelier d'Irlande, est créé baron Brodrick en 1715 et vicomte Midleton en 1717 dans la pairie irlandaise.
En 1796, le titre de baron Brodrick dans la pairie de Grande-Bretagne est créé. Le siège familial anglais à Peper Harrow, près de Godalming, Surrey, est conçu par Sir William Chambers. Le 8e vicomte Midleton est un conservateur en politique, détenant des sièges West Surrey et Guildford à la Chambre des communes (novembre 1885 - janvier 1906), et qui est responsable à la Chambre des lords de l'adoption de la loi sur la vie infantile (préservation) de 1929 qui comblait les lacunes de la loi pour protéger les nouveau-nés tels que ceux qui n'ont pas encore respiré et fournir une protection pour les avortements tardifs. Il fait ses études à Windlesham, au collège d'Eton et à Balliol College, à Oxford où il est président de l'Oxford Union . Il reçoit un doctorat en droit (LLD) du Trinity College de Dublin.

## Carrière politique
Brodrick est entré au Parlement en tant que député conservateur de West Surrey en 1880.
En 1883, il est nommé à une Commission royale chargée d'examiner l'état des prisons irlandaises . Il est Secrétaire financier au ministère de la Guerre 1886-1892;  sous-secrétaire d'État à la guerre, 1895–1898;  sous-secrétaire d'État parlementaire aux Affaires étrangères, 1898–1900; secrétaire d'État à la guerre, 1900–1903 et secrétaire d'État à l'Inde, 1903–1905.
Il est secrétaire d'État à la Guerre pendant la majeure partie de la seconde guerre des Boers (1899-1902). Il a donc la responsabilité de défendre l'utilisation britannique des camps de concentration au Parlement. Le conflit lui-même montre que l'armée britannique n'était pas préparée à la guérilla des Boers. Il a donc initié (bien que les successeurs aient joué un plus grand rôle) une période de réforme de l'armée britannique, qui vise à réduire l'accent mis sur les unités montées au combat. En septembre 1902, Brodrick et Lord Roberts, le commandant en chef de l'armée, visitent l'Allemagne en tant qu'invités pour assister aux manœuvres de l'armée allemande.
En 1904, lors d'une crise des relations britanniques avec la Russie, il devient le premier membre d'un cabinet depuis 1714 à assister à une réunion du Conseil privé sans y être convoqué par le monarque . Aux élections générales de janvier 1906, dont le résultat fut une victoire libérale, il perd son siège parlementaire, à Guildford, qu'il détenait depuis 1885. De mars 1907 à 1913, il est échevin du London County Council.
À partir de 1910, il est considéré comme le chef de file du Parti unioniste irlandais (IUA) en Irlande du Sud, tandis qu'Edward Carson dirigeait le parti en Ulster (Parti unioniste d'Ulster). De nombreux partisans et sympathisants irlandais l'ont tenu à distance, soupçonnant qu'il était plus intéressé par une promotion dans la politique britannique. En 1916, le lobbying de Midleton contribue à faire échouer une tentative de mise en œuvre immédiate du Home Rule avec exclusion d'Ulster; soutenu par le chef de l'Ulster Edward Carson et John Redmond, mais Midleton pensait que ce serait désastreux pour la minorité unioniste du Sud.
En 1918, au cours de la deuxième et dernière année de son service à la Convention irlandaise, il tente de parvenir à un compromis avec Redmond qui autoriserait le Home Rule sans partition sous réserve de certaines restrictions financières. Cela est rejeté à la fois par les partisans de Redmond (qui le considéraient comme trop restrictif) et par la base dure de l'IUA, qui a chassé Midleton. Lui et ses partisans ont ensuite formé la Ligue unioniste anti-partition, un corps d'élite principalement concerné par le lobbying. Il a eu une certaine influence sur la loi sur le gouvernement de l'Irlande, mais aucune des garanties pour les intérêts unionistes du Sud qu'il recherchait n'a été incluse dans le traité anglo-irlandais de 1921. Le lobbying réussi de Midleton et des unionistes du Sud associés a contribué à assurer leur représentation au sein de la Seanad de l'État libre d'Irlande .
Il a siégé au Parlement de 1880 à 1941, sauf en 1906, date à laquelle il n'a occupé aucun siège .

## Distinctions et prix
Il prête serment en tant que conseil privé en 1897. Lors de sa visite en Allemagne en 1902, il reçoit la grand-croix de l'ordre prussien de l'Aigle rouge.
Il reçoit la citoyenneté d'honneur et est nommé livreur de la Worshipful Company of Broderers en 1902, sa famille étant associée à la société depuis le début du XVIIe siècle.
Il est nommé chevalier de l'ordre de Saint-Patrick (KP) le 18 avril 1916.
Dans les honneurs du Nouvel An 1920, il est créé comte de Midleton, titre qui a disparu avec la mort de son fils en 1979. À partir de 1930, il est haut commissaire de l'arrondissement de Kingston upon Thames.

## Famille
Il épouse en 1880, Lady Hilda (décédée en 1901), fille de Francis Charteris, dont il a cinq enfants; et en secondes noces en 1903, Madeleine Stanley, fille de la baronne St Helier et de son premier mari. Avec sa première épouse il a : 
- Lady Muriel Brodrick (1881-1966), qui épouse en 1901 Dudley Marjoribanks (1874-1935) et laisse deux filles.
- Lady Sybil Brodrick (1885-1935), demoiselle d'honneur de la reine Mary 1911-1912, elle épouse en 1912 le diplomate Sir Ronald William Graham (1870-1949), sans enfants.
- George Brodrick, 2e comte de Midleton (1888-1979)
- Lady Aileen Hilda Brodrick (1890-1970), qui épouse en 1913 l'alpiniste et auteur Charles Francis Meade (1881-1975), avec qui elle a trois filles et un fils.
- Lady Moyra Brodrick (1897-1982), qui épouse en 1922 le général Sir Charles Loyd (en) (1891-1973), avec qui elle a un fils et une fille.

Son petit-fils Sir Julian St. John Loyd (par Lady Moyra) est devenu agent foncier de la reine Élisabeth II à Sandringham. La fille de ce dernier, Alexandra (Mme Duncan Byatt), est une dame de compagnie de Diana, princesse de Galles .
Sa sœur, Marian Cecilia épouse Sir James Whitehead, fils de l'inventeur Robert Whitehead. Sir James Whitehead devait devenir l'ambassadeur britannique en Autriche, et sa nièce Agathe est la première épouse de Georg Johannes von Trapp ; l'histoire de leurs enfants et de sa deuxième épouse, Maria von Trapp, a été la base de la comédie musicale La Mélodie du bonheur.
Une autre, Albinia, est devenue l'un des premiers partisans du Sinn Féin et est devenu bien connu en Irlande sous le nom de Gobnait Ní Bhruadair.
Un autre, Edith plus tard Mme Lyttleton Gell est un auteur publié d'au moins 24 ouvrages tels que Le Nuage du témoin : une séquence quotidienne de grandes pensées de nombreux esprits et autobiographie, Under Three Reigns: 1860-1944.

## Publications
- Irlande, Dupe ou héroïne, 1932
- Records and Reactions, 1856–1939, 1939